# Eupithecia pseudoabbreviata
Eupithecia pseudoabbreviata is een vlinder uit de familie spanners (Geometridae). De wetenschappelijke naam van deze soort is voor het eerst geldig gepubliceerd in 1951 door Fletcher D. S..
De soort komt voor in tropisch Afrika.